# Kapotnja
Il quartiere Kapotnja (in russo Район Капотня?) è un quartiere di Mosca sito nel Distretto Sud-orientale.
L'area ospitava in precedenza gli abitati di Čagino e Kapotnja. Kapotnja compare per la prima volta nel 1336, nel testamento con cui il principe Ivan I di Russia lo lascia in eredità al figlio Simeone insieme ai suoi 150 casali e 600-700 abitanti.
Viene incluso nel territorio di Mosca il 18 agosto 1960, successivamente al completamento dell'MKAD.